# تشوبدر بايين (مقاطعة دورود)
تشوبدر بايين (بالفارسية: چوبدر پایین) هي قرية تقع في قسم جان الريفي (مقاطعة دورود) في إيران. يقدر عدد سكانها بـ 90 نسمة .